# Toros de Guisando
Los Toros de Guisando son un conjunto escultórico vetón que se ubica en el cerro de Guisando, al lado de la Cañada Real Leonesa Oriental, en el término municipal de El Tiemblo, en la provincia de Ávila (España).
Se datan entre el siglo IV y siglo III a. C., durante la Edad del Hierro, aunque de forma incierta por la falta de contexto arqueológico.

## Descripción
Se trata de cuatro esculturas. Se conocieron cinco hasta el año 1548 (ver más abajo en referencias literarias). Están realizadas en granito que representan cuadrúpedos, identificados como toros o verracos (cerdos sementales); se prefiere suponer que se trata de toros, ya que algunas de las piezas presentan en la cabeza oquedades consideradas para la inserción de cuernos.
Las cuatro esculturas se encuentran costado contra costado, formando una línea en dirección norte-sur y todas ellas mirando hacia el oeste, a la loma del cerro de Guisando, del que reciben su nombre, dejando a sus espaldas el arroyo Tórtolas, frontera natural que separa las comunidades de Castilla y León y Madrid.
Los cuatro se encuentran esculpidos en granito y tienen una longitud entre 264 y 277 cm y entre 129 y 145 cm de altura. Disponen de basa. En dos de ellos se aprecian inscripciones en latín.

## Interpretaciones
La importancia de la ganadería para la subsistencia del pueblo vetón hace suponer que estas estatuas eran protectoras del ganado, aunque esta es solamente una de las muchas teorías planteadas en torno a la función de estas esculturas. Localizados en el término municipal de El Tiemblo, en Ávila, los cuatro Toros de Guisando son una de las mejores manifestaciones artísticas de la España prerromana. 
Estas figuras fueron realizadas entre los siglos IV y I antes de Cristo, en plena Edad del Hierro. 
Durante esta etapa, el pueblo de los vetones está asentado en las provincias actuales de Badajoz, Cáceres, Salamanca y Ávila. Pueblo fundamentalmente ganadero, los vetones se establecían en lugares en los que abundaba el agua y el pasto para sus rebaños. 
El ganado -vacas, toros, cerdos- y la caza -jabalíes- les procuraban carne, leche, cuero y estiércol, productos de importancia vital. De ahí que erigiesen toscas representaciones, llamadas verracos, de cerdos, jabalíes y toros, como estas de Guisando. 
Realizadas en bloques de granito, las cuatro figuras, de más de dos metros y medio de largo, miran alineadas hacia el atardecer y al cerro del que toman nombre, estando situadas en la margen izquierda del arroyo Tórtolas. Aunque poco elaboradas, algunas de ellas dan muestra de un incipiente realismo, pues poseen agujeros para insertar los cuernos y unos suaves surcos paralelos que indican los pliegues del cuello del animal. 
La gran duda que nos queda acerca de estos cuatro enigmáticos verracos es su función, pues pudo tratarse de esculturas con fines religiosos o funerarios, o bien ser protectoras de los rebaños, dotadas de una finalidad mágica o bien como simples hitos en las cañadas o marcadores territoriales.
Toda posible especulación se encuentra con la dificultad de falta de contexto arqueológico, tanto en este caso como en otros verracos de la zona.